# La Vie rêvée de Walter Mitty
Pour les articles homonymes, voir La Vie secrète de Walter Mitty.
Pour plus de détails, voir Fiche technique et Distribution.
La Vie rêvée de Walter Mitty (The Secret Life of Walter Mitty), ou La Vie secrète de Walter Mitty au Québec, est une comédie dramatique américaine produite et réalisée par Ben Stiller, sortie en 2013.
Il s'agit d'une adaptation de la nouvelle La Vie secrète de Walter Mitty (The Secret Life of Walter Mitty) de James Thurber, parue en 1939. Cette nouvelle avait déjà été portée à l'écran en 1947.
Le long-métrage est présenté en première au New York Film Festival le 5 octobre 2013, puis sort en salle le 25 décembre 2013 en Amérique du Nord. Accueilli de manière mitigée par la critique américaine, le film remporte un succès correct au box-office.

## Synopsis
Walter Mitty est employé au service négatifs du magazine Life. Timide, il s'imagine être le héros d'aventures imaginaires pour s’évader de sa réalité insipide. Il est attiré par Cheryl Melhoff, une de ses collègues. Il tente de l'approcher via un site internet de rencontre.
Le jour de son anniversaire, il reçoit au journal la pellicule de Sean O'Connell, un photographe renommé. La pellicule est accompagnée d'un cadeau pour lui : un portefeuille. Sean recommande la photo du négatif no 25 pour la couverture du magazine à venir, dernier numéro papier avant le passage au tout numérique. Étrangement, le négatif no 25 n'est pas avec les autres sur la pellicule.
Walter décide de retrouver Sean pour savoir où est passé le négatif. Il demande l'aide de Cheryl dans sa quête et, guidé par les autres photographies de la pellicule, part pour le Groenland où il apprend que Sean est parti pour l'Islande photographier le volcan Eyjafjallajökull. Il arrive en Islande à bord d'un chalutier et perd la trace du photographe après avoir échappé à l'éruption du volcan.
Rentré aux États-Unis, il est renvoyé du magazine, en partie pour avoir perdu le précieux négatif. Dépité, il retrouve néanmoins la piste de Sean, qui serait en Afghanistan. Il s'y rend, gravit le plus haut sommet du pays, le Nowshak, et retrouve Sean qui lui révèle que le négatif est dans le portefeuille qu'il lui a offert.
Rentré aux États-Unis, Walter retrouve le négatif qu'il remet à ses anciens collègues, sans le regarder. Il finit par inviter Cheryl à un spectacle et découvre finalement la couverture lors de la parution du magazine : une photographie de lui-même en train d'observer des négatifs devant les locaux du magazine, accompagné du titre : « Dernier numéro, dédié aux gens qui l'ont rendu possible. »

## Fiche technique
- Titre original : The Secret Life of Walter Mitty
- Titre français : La Vie rêvée de Walter Mitty
- Titre québécois : La Vie secrète de Walter Mitty
- Réalisation : Ben Stiller
- Scénario : Steve Conrad, d'après la nouvelle de James Thurber
- Musique : Theodore Shapiro
- Direction artistique : Eggert Ketilsson, Nicholas Lundy et David Swayze
- Décors : Jeff Mann
- Costumes : Sarah Edwards
- Photographie : Stuart Dryburgh
- Montage : Greg Hayden
- Production : Stuart Cornfeld, Samuel Goldwyn Jr., John Goldwyn et Ben Stiller
  - Production déléguée : G. Mac Brown, Richard Vane et Gore Verbinski
  - Production exécutive : Leifur B. Dagfinnsson
  - Production associée : Matt Levin, Sean Murray et Ethan Shapanka
- Sociétés de production : Red House Entertainment, Truenorth Productions, New Line Cinema, Samuel Goldwyn Films (en) et TSG Entertainment
- Société de distribution : 20th Century Fox (États-Unis et France)
- Pays de production : États-Unis, Canada, Royaume-Uni
- Langue originale : anglais, espagnol et islandais
- Format : couleur — 2.35 : 1 — 35 mm — son Dolby Digital
- Budget : 90 millions de $[4]
- Genre : comédie dramatique, aventure
- Durée : 114 minutes
- Dates de sortie[5] :
  - États-Unis : 5 octobre 2013 (Festival du film de New York 2013) ; 25 décembre 2013 (sortie nationale)
  - Canada et Belgique : 25 décembre 2013
  - France : 1er janvier 2014

## Distribution
- Ben Stiller (VF : Maurice Decoster ; VQ : Alain Zouvi) : Walter Mitty
- Kristen Wiig (VF : Marie Zidi ; VQ : Viviane Pacal) : Cheryl Melhoff
- Shirley MacLaine (VF : Michèle André ; VQ : Claudine Chatel) : Edna Mitty, la mère de Walter
- Adam Scott (VF : Alexandre Gillet ; VQ : Jean-François Beaupré) : Ted Hendricks
- Kathryn Hahn (VF : Anne Mathot ; VQ : Valérie Gagné) : Odessa Mitty, la sœur de Walter
- Sean Penn (VF : Emmanuel Karsen ; VQ : Sébastien Dhavernas) : Sean O'Connell
- Patton Oswalt (VF : Stéphane Ronchewski ; VQ : Éric Paulhus) : Todd Maher
- Ólafur Darri Ólafsson (VF : Sylvain Lemarié ; VQ : Thiéry Dubé) : le pilote groenlandais
- Adrian Martinez (VF : Daniel Lafourcade) : Hernando
- Gary Wilmes : le père de Walter
- Terence Bernie Hines : Gary Mannheim
- Paul Fitzgerald (VF : François Raison) : Don Proctor
- Nicole Neuman : Rachel
- Alex Anfanger : Chris
- Jon Daly : Tim Naughton
- Joey Slotnick (VF : Jean-François Beaupré) : le responsable de la maison de retraite
- Marcus Antturi : Rich Melhoff
- Amy Stiller : la mère de l'ami de Rich
- Gunnar Helgason (VF : François Jérosme) : l'hôtelier islandais
- Stuart Cornfeld : le passager de Greeland Air
- Conan O'Brien (VF : Michel Papineschi) : lui-même
- Andy Richter : lui-même

Sources et légendes : version française (VF) sur RS Doublage ; version québécoise (VQ) sur Doublage.qc.ca

## Production

### Développement

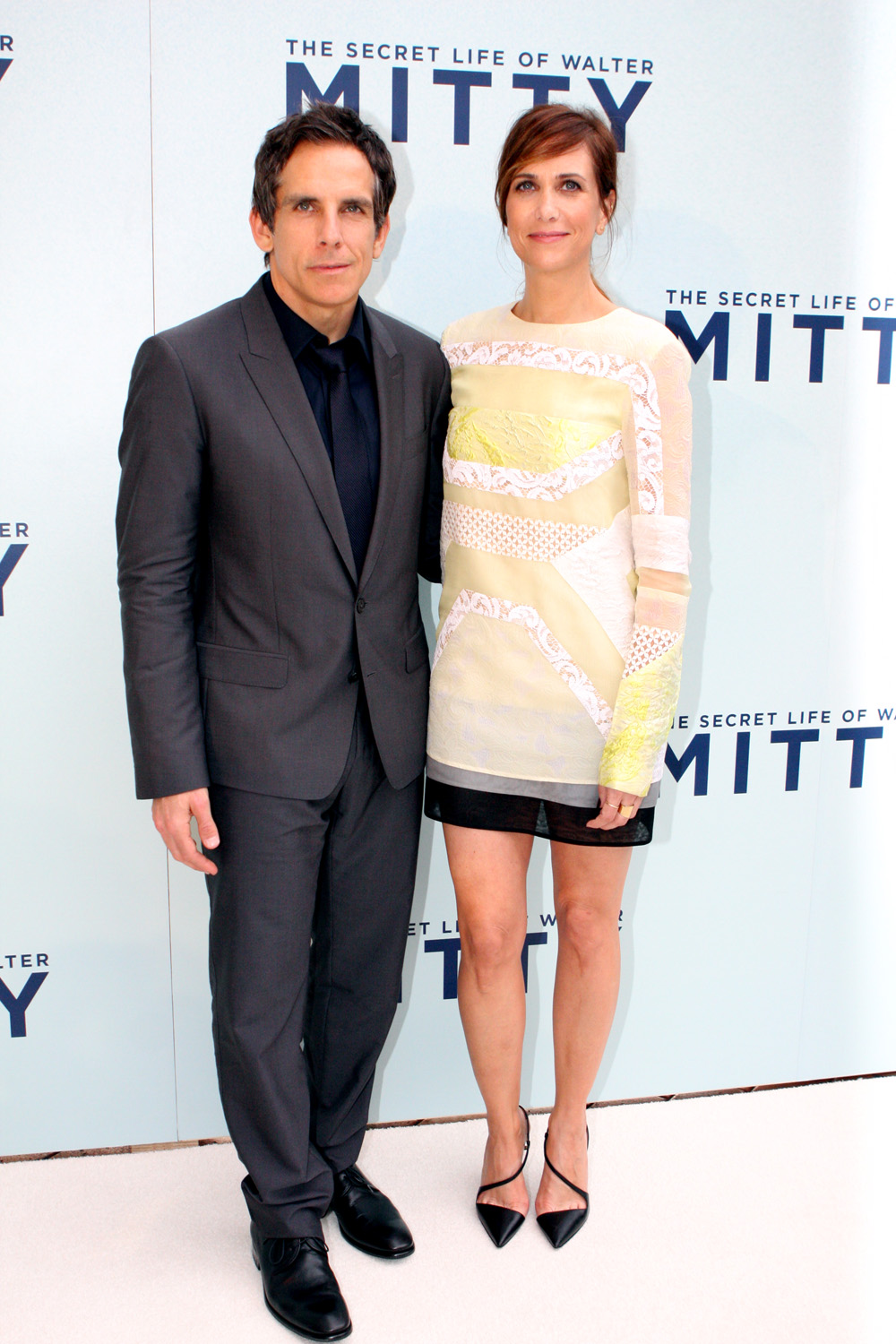
Les acteurs principaux Ben Stiller et Kristen Wiig à la première australienne du film, en novembre 2013.

En 1994, Samuel Goldwyn Jr. a l'idée de faire un remake avec Jim Carrey de La Vie secrète de Walter Mitty (1947), que son père Samuel Goldwyn a produit. Alors que Walt Disney Pictures est enthousiasmé par le projet, Samuel Goldwyn Jr. choisit New Line Cinema, avec qui Jim Carrey a déjà fait Dumb and Dumber et The Mask. En 1995, New Line achète les droits et commence le développement du projet avec The Samuel Goldwyn Company. Babaloo Mandel et Lowell Ganz écrivent le premier jet du script en juillet 1997. Ron Howard entre ensuite en négociation pour réaliser le film, qu'il souhaite également produire avec Brian Grazer via leur société Imagine Entertainment. Howard et Grazer quittent finalement le projet pour se concentrer sur En direct sur Edtv. Le projet de remake est alors mis de côté.
En 1999, New Line charge le réalisateur de The Mask, Chuck Russell, de réécrire le script et de remplacer Ron Howard à la réalisation, pour un tournage prévu courant 2000. Peter Tolan travaille ensuite sur des réécritures. En mai 2001, Samuel Goldwyn Jr. poursuit New Line à propos des droits. Il gagne son procès et récupère les droits. Il signe alors un nouveau deal avec Paramount Pictures. Alors que la Paramount collabore avec DreamWorks sur Les Désastreuses Aventures des orphelins Baudelaire, Steven Spielberg voit ici l'occasion de travailler avec Jim Carrey, après une tentative avortée pour Mon beau-père et moi, dans lequel l'acteur devait jouer. En mai 2003, Steven Spielberg donne son accord pour réaliser le film et souhaite le cofinancer avec Paramount, via sa société DreamWorks. Quelques mois plus tard, Zach Helm est engagé pour réécrire le scénario. En avril 2004, Steven Spielberg et DreamWorks quittent le projet pour faire les films La Guerre des mondes et Munich. Richard LaGravenese est ensuite chargé de réécrire à nouveau le script. En mars 2005, Mark Waters est engagé pour mettre en scène le film, d'après le scénario de Richard LaGravenese, mais cette fois c'est Jim Carrey qui y renonce, pris par d'autres projets. Il est rapidement remplacé par Owen Wilson. Mais après plusieurs différends, il quitte à son tour le projet, qui est alors à nouveau en suspens. Deux ans plus tard, en mai 2007, Mike Myers est annoncé dans le rôle principal et Jay Kogen est chargé de réécrire le scénario pour coller davantage au style de l'acteur.
En avril 2010, le rôle de Walter Mitty est cette fois proposé à Sacha Baron Cohen, qui l'accepte. En mai 2010, Steven Conrad est engagé pour écrire le script. Plus tard, Gore Verbinski est annoncé comme réalisateur. Le projet ne progresse cependant pas jusqu'en avril 2011, lorsque Ben Stiller reprend le rôle de Walter Mitty. Quelques mois plus tard, il est annoncé qu'il sera également réalisateur du film.
Pour les besoins du film, la production fait appel à Bill Shapiro, actuel rédacteur en chef du site Internet Life.com, afin d'utiliser le nom et la charte graphique du magazine. L'équipe découvre même que Bill Shapiro avait exercé le même métier que le personnage de Walter Mitty au sein du magazine.

### Tournage

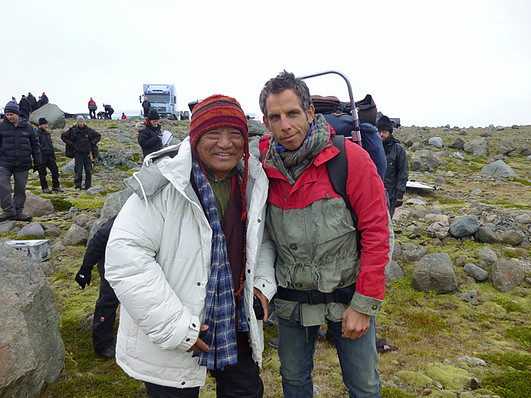
L'acteur Ben Stiller aux côtés de Losang Thonden sur le tournage du film, en Islande, en mars 2016.

Le tournage a eu lieu à Los Angeles et New York ainsi qu'en Islande. Ben Stiller a voulu le plus possible filmer dans des lieux réels. Plusieurs scènes sont tournées dans le hall du magazine Life, qui appartient au magazine Time. La scène d'action à New York a été réalisée au milieu de la circulation. Ben Stiller a effectué son plongeon dans l'océan Atlantique et non dans un bassin. L'acteur-réalisateur raconte à ce sujet : « Nous nous trouvions en pleine mer, à plus de 1,5 kilomètre des côtes, avec des creux de plus de deux mètres – qui sont très impressionnants lorsqu’on se trouve dans l’eau. Le bateau où se trouvait la caméra s’est éloigné pour revenir pour la scène, mais durant deux minutes je me suis retrouvé tout seul au beau milieu de l’Atlantique Nord. J’étais seul en pleine mer avec une mallette en attendant que la caméra revienne, et je me suis dit : « J’espère qu’ils vont réussir à me retrouver ! » J’ai ressenti un réel danger, c’est dans des moments comme celui-là que l’on se dit que c’est ça, le vrai cinéma. »
Le film est tourné sur pellicule, ce qui semblait logique pour Ben Stiller vu le métier du personnage principal, qui archive des négatifs de photographies argentiques pour Life.

### Bande originale
1. Step Out - José González
2. Dirty Paws - Of Monsters and Men
3. Stay Alive - José González
4. Far Away - Junip
5. Don't Let It Pass - Junip
6. Lake Michigan - Rogue Wave
7. Escape (The Pina Colada Song) - Jack Johnson
8. Don't You Want Me - Bahamas & The Weather Station
9. The Wolves and The Ravens - Rogue Valley
10. Space Oddity (Mitty Mix) - David Bowie & Kristen Wiig
11. #9 Dream - José González
12. Maneater - Grace Mitchell

## Accueil

### Accueil critique
Dès sa sortie en salles, La Vie rêvée de Walter Mitty rencontre un accueil critique mitigé dans les pays anglophones, obtenant 50 % d'avis positifs sur le site Rotten Tomatoes, basé sur 177 commentaires collectés et une moyenne de 6⁄10, le consensus du site étant : « Il ne manque pas d'ambition, mais La Vie rêvée de Walter Mitty ne soutient pas ses grandes intentions avec assez de fond pour ancrer le spectacle. » Le site Metacritic lui attribue un score de 54⁄100, basé sur 39 commentaires collectés. En France, l'accueil est cependant plus favorable au long-métrage, le site Allociné, à partir de l'interprétation de 24 critiques de presse, lui attribue une moyenne de 3,2⁄5.

### Box-office
Sorti aux États-Unis le 25 décembre 2013 dans 2 909 salles, La Vie rêvée de Walter Mitty prend la quatrième place du box-office le jour de sa sortie avec 7 813 372 $ de recettes au box-office, pour une moyenne de 2 686 $ par salle. Pour son premier week-end d'exploitation en salles, il prend la septième place du box-office avec 12 765 508 $ de recettes engrangées au cours de la période, soit un ratio de 4 388 $ par salle. En première semaine complète, après avoir engrangé 12 594 960 $ pour les deux journées de présence au box-office de la semaine de sa sortie, le film garde la septième place avec 37 469 237 $ de recettes pour un ratio de 8 551 $ par salle . Finalement, le film totalise 58 236 838 $ de recettes américaines et 188 133 322 $ de recettes mondiales.
En France, sorti le 1er janvier 2014 dans une combinaison de 456 salles, La Vie rêvée de Walter Mitty prend la tête du box-office le jour de sa sortie avec 70 687 entrées. En premier week-end, le film totalise 373 324 entrées, faisant un démarrage supérieur à Tonnerre sous les tropiques, précédent film réalisé par Stiller (sorti dans plus de 290 salles en 2008), qui avait enregistré 32 706 entrées en premier jour et 218 779 entrées en premier week-end en salles. En première semaine, La Vie rêvée de Walter Mitty se positionne en cinquième position avec 427 049 entrées . En seconde semaine, il garde la cinquième place, tout en perdant près de 59 % de ses entrées, avec 209 984 entrées, portant le cumul à 637 033 entrées, dépassant ainsi le meilleur score de Stiller comme réalisateur, à savoir Tonnerre sous les tropiques (567 831 entrées). L'exploitation française se finit après neuf semaines avec un total de 973 006 entrées, devenant le meilleur score de Stiller comme réalisateur.

## Distinctions

### Récompense
- International Film Music Critics Association Awards 2013 : Meilleure musique d'un film comique

### Nominations et sélections
- AFI Fest 2013
- Festival du film de New York 2013
- Satellite Awards 2014 :
  - Meilleure photographie pour Stuart Dryburgh
  - Meilleure musique de film pour Theodore Shapiro